# NGC 1024
NGC 1024 je spirální galaxie v souhvězdí Berana. Od Země je vzdálená přibližně 168 milionů světelných let. Objevil ji William Herschel 18. září 1786.
Na obloze leží v jižní části souhvězdí u hranice se souhvězdím Velryby, 1,5° severozápadně od hvězdy μ Ceti. Díky jejímu zvláštnímu vzhledu ji Halton Arp přidal do svého Atlasu zvláštních galaxií pod označením Arp 333.
NGC 1024 je hlavním členem malé skupiny galaxií, která se označuje LGG 69 a do které patří také galaxie NGC 990 a NGC 1029.